# Hèrcules (Igualada)
Hèrcules és una escultura en bronze del municipi d'Igualada (Anoia). Forma part de l'Inventari del Patrimoni Arquitectònic de Catalunya.

## Descripció
Mostra una escena mitològica en la que Hèrcules apareix lluitant amb una àliga. L'escena pot correspondre a un dels dotze treballs d'Hèrcules, el de l'expulsió de les Estimfàlides, aus de rapinya criades per Ares i que tenien el bec, les urpes i les ales de bronze i s'alimentaven de carn humana. Però també podria correspondre a l'alliberament de prometeu del seu suplici, tenint en compte l'altra escultura de Josep Campeny i Santamaria del Prometeu encadenat.

## Història
L'original de guix, realitzada per J. Campeny, es troba a l'ateneu Igualadí de la Classe Obrera, junt amb la de Prometeu. La de bronze és posterior, de 1972 i és obra de l'artista Joaquim Ros i Sabaté. Aquesta obra li valgué la Medalla d'Or a Madrid l'any 1906 i també la Medalla d'or a l'exposició d'Atenes l'any 1903.